# فوکوئی (شهر)

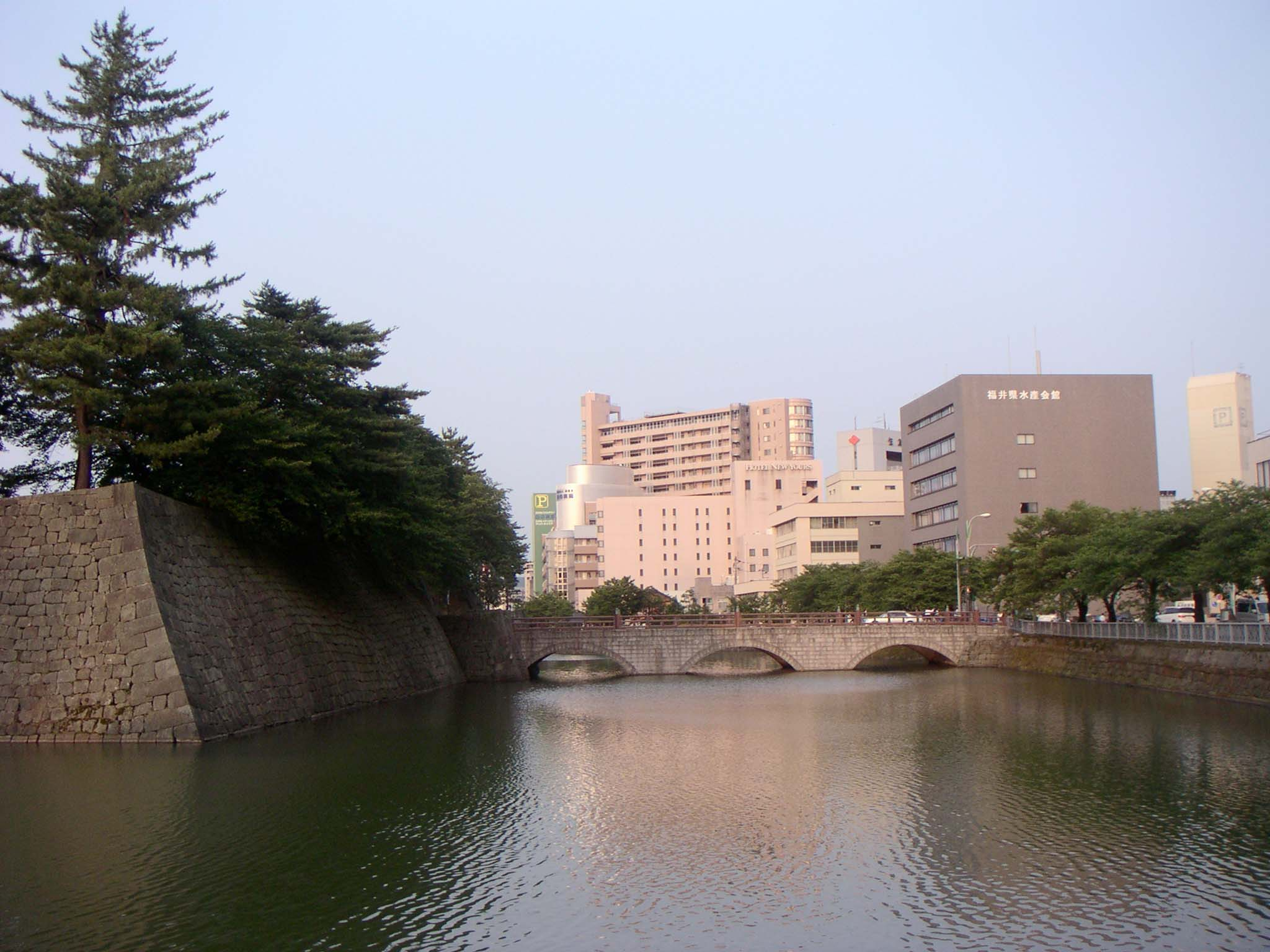
نمایی از شهر فوکوئی در ژاپن.

فوکوئی شهری است در کشور ژاپن. این شهر مرکز استان شیمانه است و در جزیره هونشو قرار گرفته است.
جمعیت این شهر در سال ۲۰۰۹ میلادی برابر ۲۶۷۰۰۰ نفر برآورد شده است .